# Sir Barton
Sir Barton (1916-1937) est un cheval de course pur-sang. Membre du Hall of Fame des courses américaines, cheval de l'année en en 1919, il devient cette année-là le premier détenteur de la Triple Couronne américaine. 

## Carrière de course
Élevé dans le Kentucky par le grand éleveur John E. Madden, Sir Barton débute à 2 ans sous les couleurs de ce dernier. Aligné dans des courses prestigieuses, il vole d'échec en échec et ne parvient pas à confirmer en course le potentiel qu'il dévoile le matin à l'entraînement. Pourtant, c'est un poulain estimé, ce qui explique les $ 10 000 déboursé fin août 1918 par le richissime Canadien J.K.L. Ross, qui possède alors l'une des écuries de course les plus en vue d'Amérique du Nord. Sir Barton est alors transféré des effectifs de l'entraîneur et ancien jockey Billy Walker à ceux de Harvey Guy Bedwell, l'entraîneur particulier de l'écurie Ross. Alors il y a du mieux : catastrophique dans les Hopeful Stakes, Sir Barton prend une encourageante deuxième place dans le Belmont Futurity. Mais dans la foulée il est victime d'une septicémie consécutive à un coup de pied reçu d'un autre cheval, et reste sur la touche toute la fin de la saison.  

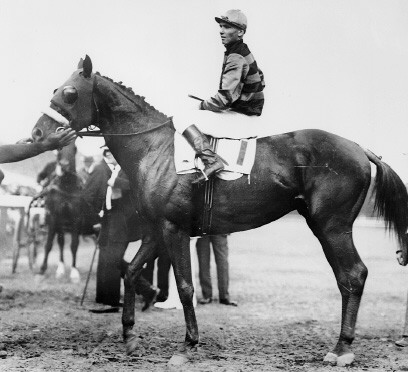
Sir Barton et Johnny Loftus après les Preakness Stakes 1919

10 mai 1919, jour de Kentucky Derby. Les deux favoris se nomment Eternal et Billy Kelly (représentant de l'écurie Ross), les deux poulains qui se sont partagés le titre de champion des 2 ans en 1918 . Mais qui est ce poulain aligné au départ, paré lui aussi de la casaque Ross ? C'est Sir Barton, zéro victoire, zéro chance a priori. Alors que fait sur son dos le grand jockey Johnny Loftus ? Deux légendes s'affrontent : selon les uns il n'aurait été que le leader de son compagnon d'écurie Billy Kelly, chargé de faire du train pour lui ; selon les autres, Sir Barton était présumé meilleur que Billy Kelly, malgré son année de 2 ans catastrophique, d'où son association avec Loftus. Toujours est-il que Sir Barton, ce jour-là, a remporté la première victoire de sa carrière. Victoire écrasante : cinq longueurs devant Billy Kelly. Et il enchaîne, comme si enfin son entourage avait trouvé les bons boutons. Victoire dans les Preakness Stakes, quatre longueurs devant Eternal cette fois. Victoire dans les Withers Stakes, deux longueurs et demi devant Eternal encore. Victoire dans les Belmont Stakes, cinq longueurs dans un match à trois avec deux autres cadors de sa génération, Sweep On et Natural Bridge. Le tout en 32 jours. On ne le sait pas encore, parce que la dénomination devient courante à partir de 1923, mais avec ses victoires dans le Derby, les Preakness et les Belmont, Sir Barton vient de décrocher la première Triple Couronne de l'histoire. Il recevra son titre rétroactivement en 1950, lorsque la Thoroughbred Racing Association, l'institution des courses américaines, promulguera officiellement le titre.      
Battu ensuite par un autre poulain estimé, Purchase, dans les Dwyer Stakes, Sir Barton se blesse et reste deux mois au repos. Lors de sa deuxième partie de saison, il ne finit jamais plus loin que troisième, dans des lots il est vrai souvent maigrelets. Il s'adjuge notamment le Potomac Handicap (devant Billy Kelly) et le Maryland Handicap, et à la fin de l'année se voit récompensé des titres de Cheval de l'année et meilleur 3 ans. Avec près de $ 90 000, il est le cheval ayant amassé le plus de gains cette année-là, juste devant un 2 ans extraordinaire, un certain Man o'War, monté par Johnny Loftus.   
En 1920, Sir Barton a 4 ans et poursuit sa belle carrière, enchaînant les victoires à partir de mai, avec quelques records de vitesse en prime, comme dans le Saratoga Handicap où il domine un vrai champion, le 5 ans Exterminator, ou le Merchants and Citizens Handicap, dans lequel il établit un record du monde sur 1 900 mètres. Mais la vedette des courses américaines, celui qui défraie la chronique, ce n'est pas lui. C'est ce Man o'War, invincible ou presque (il n'a perdu qu'une de ses 19 courses et n'aurait jamais dû la perdre), et qui en est réduit à chercher des adversaires voulant bien lui servir de victime expiatoire. Man o'War doit faire ses adieux, mais personne ne veut l'affronter. A.P. Orpen, propriétaire de l'hippodrome de Kenilworth Park Gold Cup à Windsor, au Canada, propose $ 75 000 et invite Exterminator et Sir Barton à se mesurer au phénomène. Exterminator décline, ce sera donc une "match race" (une course à deux) et la première course hippique entièrement filmée de l’histoire. On y verra un Sir Barton mal à l'aise sur la piste très dure de Kenilworth, et de toute façon incapable de rivaliser avec son cadet qui le laisse à sept longueurs et finit au ralenti.     
Sir Barton courra encore trois fois, mais sans pouvoir gagner, avant de se retirer. Admis au Hall of Fame des courses américaines en 1957, il figure à la 49ème place sur la liste des 100 meilleurs chevaux de sport hippique américain du XXe siècle établie en 1999 par le magazine The Blood-Horse.      

### Résumé de carrière
| Date         | Hippodrome      | Pays        | Course                          | Distance    | Jockey      | Place       | Écart       | Vainqueur ou deuxième |
| 1918, 2 ans  | 1918, 2 ans     | 1918, 2 ans | 1918, 2 ans                     | 1918, 2 ans | 1918, 2 ans | 1918, 2 ans | 1918, 2 ans | 1918, 2 ans           |
| ------------ | --------------- | ----------- | ------------------------------- | ----------- | ----------- | ----------- | ----------- | --------------------- |
| 6 juin       | Aqueduct        | États-Unis  | Tremont Stakes                  | 1 200 m     | A. Collins  | 5e / 9      | 6           | Lord Brighton         |
| 1er août     | Saratoga        | États-Unis  | Flash Stakes                    | 1 100 m     | A. Collins  | 9e / 15     | 15          | Billy Kelly           |
| 3 août       | Saratoga        | États-Unis  | United States Hotel Stakes      | 1 200 m     | A. Collins  | 9e / 14     | 16          | Billy Kelly           |
| 14 août      | Saratoga        | États-Unis  | Sanford Memorial Stakes         | 1 200 m     | A. Collins  | 7e / 8      | 19          | Billy Kelly           |
| 31 août      | Saratoga        | États-Unis  | Hopeful Stakes                  | 1 200 m     | E. Sande    | 16e / 20    | loin        | Eternal               |
| 14 septembre | Belmont Park    | États-Unis  | Futurity Stakes                 | 1 200 m     | E. Sande    | 2e / 15     | 2 ½         | Duboyne               |
| 1919, 3 ans  |                 |             |                                 |             |             |             |             |                       |
| 10 mai       | Churchill Downs | États-Unis  | Kentucky Derby                  | 2 000 m     | J. Loftus   | 1er / 12    | 5           | Billy Kelly           |
| 14 mai       | Pimlico         | États-Unis  | Preakness Stakes                | 1 800 m     | J. Loftus   | 1er / 12    | 4           | Eternal               |
| 24 mai       | Belmont Park    | États-Unis  | Withers Stakes                  | 1 600 m     | J. Loftus   | 1er / 6     | 2 ½         | Eternal               |
| 11 juin      | Belmont Park    | États-Unis  | Belmont Stakes                  | 2 200 m     | J. Loftus   | 1er / 3     | 5           | Sweep On              |
| 10 juillet   | Aqueduct        | États-Unis  | Dwyer Stakes                    | 1 800 m     | J. Loftus   | 2e / 3      | 3           | Purchase              |
| 11 septembre | Havre de Grace  | États-Unis  | Allowance                       | 1 200 m     | R. Troxler  | 2e / 7      | 1           | Billy Kelly           |
| 13 septembre | Havre de Grace  | États-Unis  | Potomac Handicap                | 1 700 m     | T. Nolan    | 1er / 5     | 1 ½         | Billy Kelly           |
| 24 septembre | Havre de Grace  | États-Unis  | Allowance                       | 1 600 m     | E. Sande    | 2e / 5      | 5           | The Porter            |
| 27 septembre | Havre de Grace  | États-Unis  | Havre de Grace Handicap         | 1 800 m     | J. Metcalf  | 3e / 8      | 1/2         | Cudgel                |
| 4 octobre    | Laurel          | États-Unis  | Maryland Handicap               | 2 000 m     | J. Loftus   | 1er / 6     | 2           | Mad Hatter            |
| 5 novembre   | Pimlico         | États-Unis  | Autumn Handicap                 | 2 000 m     | J. Loftus   | 3e / 5      | 12          | Mad Hatter            |
| 7 novembre   | Pimlico         | États-Unis  | Pimlico Fall Serial #2          | 1 600 m     | C. Kummer   | 1er / 4     | 2           | The Porter            |
| 11 novembre  | Pimlico         | États-Unis  | Pimlico Fall Serial #3          | 1 800 m     | C. Kummer   | 1er / 3     | 3           | Billy Kelly           |
| 1920, 4 ans  |                 |             |                                 |             |             |             |             |                       |
| 19 avril     | Havre de Grace  | États-Unis  | Bel Air Handicap                | 1 200 m     | C. Kummer   | 4e / 6      | 2 ½         | Billy Kelly           |
| 24 avril     | Havre de Grace  | États-Unis  | Climax Handicap                 | 1 200 m     | C. Kummer   | 1er / 3     | 1 ½         | Milkmaid              |
| 27 avril     | Havre de Grace  | États-Unis  | Marathon Handicap               | 1 700 m     | E. Sande    | 3e / 3      | 4           | Wildair               |
| 30 avril     | Havre de Grace  | États-Unis  | Philadelphia Handicap           | 1 700 m     | C. Kummer   | 4e / 10     | 1 ½         | Crystal Ford          |
| 4 mai        | Pimlico         | États-Unis  | Renato Handicap                 | 1 600 m     | E. Sande    | 1er / 5     | 1           | Foreground            |
| 2 août       | Saratoga        | États-Unis  | Saratoga Handicap               | 2 000 m     | E. Sande    | 1er / 5     | 2           | Exterminator          |
| 11 août      | Fort Erie       | Canada      | Dominion Handicap               | 2 000 m     | E. Sande    | 1er / 4     | 1 ½         | Bondage               |
| 28 août      | Saratoga        | États-Unis  | Merchandize & Citizens Handicap | 1 900 m     | E. Sande    | 1er / 3     | nez         | Gnome                 |
| 12 octobre   | Kenilworth Park | Canada      | Kenilworth Park Gold Cup        | 2 000 m     | F. Keogh    | 2e / 2      | 7           | Man o'War             |
| 23 octobre   | Laurel          | États-Unis  | Laurel Stakes                   | 1 600 m     | W. O'Brien  | 3e / 6      | 2           | Blazes                |
| 5 novembre   | Pimlico         | États-Unis  | Pimlico Fall Serial #2          | 1 600 m     | F. Keogh    | 3e / 4      | 1 ¼         | Mad Hatter            |
| 20 novembre  | Pimlico         | États-Unis  | Pimlico Fall Serial #3          | 1 800 m     | F. Keogh    | 2e / 5      | 1 ½         | Billy Kelly           |

## Au haras
Installé en Virginie, Sir Barton n'eut pas un succès d'étalon à la hauteur des attentes, mais il a tout de même produit la lauréate des Kentucky Oaks et championne des 3 ans 1928 Easter Stockings. En 1932, il intègre la cavalerie de l'armée américaine et fait la monte pour 5 ou 10 dollars, d'abord à Front Royal en Virginie, puis à Fort Robinson dans le Nebraska. Quelque peu oublié, le vieux champion est finalement acheté par un éleveur du Wyoming et passe ses vieux jours dans son ranch près de Douglas. C'est là qu'il meurt, en 1937, victime d'une crise de coliques. Il est enterré dans son paddock, non loin des montagnes de Laramie.
En 1968, ses restes sont exhumés et placés dans une statue à Washington Park, près de Douglas. Une reconnaissance pour ce cheval tombé dans l'oubli mais, ultime injure, cette statue en fibre de verre, censée représenter le premier vainqueur de la Triple Couronne, n'a en fait rien à voir avec la morphologie de Sir Barton, ayant été réalisée par une entreprise du Montana spécialisée dans la modélisation grandeur nature des animaux, qui a simplement utilisé les mensurations standard d'un pur-sang.

## Origines
Sir Barton est un fils du grand étalon Star Shoot, champion anglais à 2 ans qui fut importé aux États-Unis où il a été titré cinq fois tête de liste des étalons dans les années 1910, cinq fois tête de liste des pères de mères lors de la décennie suivante, et engendré un autre Hall of Famer, Grey Lag. 
Sa mère, Lady Sterling, l'eut assez tard, à 17 ans, mais elle était une poulinière aguerrie puisqu'elle avait donné quelques années plus tôt Sir Martin, meilleur 2 ans de l'année en 1908 avant de faire une carrière européenne ponctuée de victoires dans le Grand Prix de Deauville et la Coronation Cup. Il s'agit d'une famille maternelle anglaise, qui a essaimé tant aux États-Unis qu'en Argentine. 

### Pedigree
| Origines de Sir Barton (USA), mâle alezan né en 1916 | Origines de Sir Barton (USA), mâle alezan né en 1916 | Origines de Sir Barton (USA), mâle alezan né en 1916 | Origines de Sir Barton (USA), mâle alezan né en 1916 |
| ---------------------------------------------------- | ---------------------------------------------------- | ---------------------------------------------------- | ---------------------------------------------------- |
| Père Star Shoot 1898                                 | Insinglass 1890                                      | Isonomy 1875                                         | Sterling                                             |
| Père Star Shoot 1898                                 | Insinglass 1890                                      | Isonomy 1875                                         | Siola Bella                                          |
| Père Star Shoot 1898                                 | Insinglass 1890                                      | Dead Lock 1878                                       | Wenlock                                              |
| Père Star Shoot 1898                                 | Insinglass 1890                                      | Dead Lock 1878                                       | Malpractice                                          |
| Père Star Shoot 1898                                 | Astrology 1887                                       | Hermit 1864                                          | Newminster                                           |
| Père Star Shoot 1898                                 | Astrology 1887                                       | Hermit 1864                                          | Seclusion                                            |
| Père Star Shoot 1898                                 | Astrology 1887                                       | Stella 1879                                          | Brother to Strafford                                 |
| Père Star Shoot 1898                                 | Astrology 1887                                       | Stella 1879                                          | Toxophilite Mare                                     |
| Mère Lady Sterling 1899                              | Hanover 1884                                         | Hindoo 1878                                          | Virgil                                               |
| Mère Lady Sterling 1899                              | Hanover 1884                                         | Hindoo 1878                                          | Florence                                             |
| Mère Lady Sterling 1899                              | Hanover 1884                                         | Bourbon Belle 1869                                   | Bonnie Scotland                                      |
| Mère Lady Sterling 1899                              | Hanover 1884                                         | Bourbon Belle 1869                                   | Ella D.                                              |
| Mère Lady Sterling 1899                              | Aquila 1891                                          | Sterling 1868                                        | Oxford                                               |
| Mère Lady Sterling 1899                              | Aquila 1891                                          | Sterling 1868                                        | Whisper                                              |
| Mère Lady Sterling 1899                              | Aquila 1891                                          | Eagle 1882                                           | Phoenix                                              |
| Mère Lady Sterling 1899                              | Aquila 1891                                          | Eagle 1882                                           | Au Revoir (famille 9-g)                              |